# غونزالو فييرو
غونزالو أنتونيو فييرو كانيولان (بالإسبانية: Gonzalo Antonio Fierro Caniullán)‏ (مواليد 21 مارس 1983 في تشيلي) لاعب كرة قدم تشيلي يلعب حاليا لصالح نادي فلامينغو البرازيلي.

## مسيرته الكروية
لعب غونزالو فييرو خلال مسيرته الاحترافية مع 3 أندية في عشرون موسمًا وسجل خلالها 77 هدفًا ضمن 384 مباراة. حيث فاز في موسم واحد بالكأس وفي سبعة مواسم بالدوري.
خاض غونزالو فييرو مسيرته مع نادي كولو-كولو في موسم 2002 في المرة الأولى ليلعب معه سبعة مواسم ثم في موسم 2012 ليلعب معه ثمانية مواسم، مشاركًا طوالها في 327 مباراة سجل خلالها 76 هدفًا. ثم انتقل إلى نادي فلامنغو في موسم 2008 ليلعب معه أربعة مواسم، حيث شارك في 47 مباراة سجل خلالها هدفًا واحدًا. لينتقل بعدها إلى ديبورتيس أنتوفاغاستا ما بين عامي 2019 و2020 لمدة موسم واحد، مشاركًا في 10 مباريات ولم يسجل أي هدف.

## روابط خارجية
- غونزالو فييرو على موقع الاتحاد الدولي (مؤرشف)  (الإنجليزية)
- غونزالو فييرو على موقع قاعدة بيانات كرة القدم.إي يو (الإنجليزية)
- غونزالو فييرو على موقع بيانات كرة القدم. دي إي (الألمانية)
- غونزالو فييرو على موقع ناشيونال فوتبول تيمز (الإنجليزية)
- غونزالو فييرو على موقع Soccerway.com (الإنجليزية)
- غونزالو فييرو على موقع عالم كرة القدم.نت (الإنجليزية)
- غونزالو فييرو على موقع كووورة
- غونزالو فييرو على موقع AS.com (الإسبانية)